# Ліпіт-Елліль
Ліпіт-Елліль — цар Ісіна.

## Правління
Артефактів часів правління Ліпіт-Елліля дотепер не збереглось. Його коротким царюванням завершився період відносної стабільності в історії царства Ісін. Його наступником став Ерра-імітті, походження якого невідомо. Імовірно, у той період почались конфлікти Ісіна з Ларсою.